# Henri Tibi
Pour les articles homonymes, voir Tibi (homonymie).
Henri Tibi, né le 19 octobre 1930 à Tunis et mort le 14 mai 2013 à Baume-les-Dames près de Besançon (France), est un auteur-compositeur-interprète franco-tunisien.
Il connaît le succès dans son pays natal, notamment dans la localité de La Goulette, avant de partir dans les années 1960 pour vivre à Paris. Il décide de s'installer dans la capitale comtoise en 1993, en menant une vie de bohème dans les rues du centre historique. Devenu une figure emblématique de la ville de Besançon, sa « rusticité chaleureuse » ainsi que la variété et la qualité de son répertoire le font rapidement devenir un personnage reconnu auprès de la population, jusqu'à sa mort.
Il est également un sportif notoire par un parcours remarqué comme pongiste durant sa jeunesse, étant champion de Tunisie à plusieurs reprises.

## Biographie
Henri Nani Tibi, issu d'une famille juive tunisienne, est né à Tunis en 1930. Après avoir été un pongiste remarqué, dans les années 1950,, il devient photograveur puis imprimeur à son compte, collectionnant un impressionnant panorama de la Tunisie des années 1940 à 1970,, et voyage régulièrement en France.

### Carrière musicale
Il commence sa carrière musicale en parallèle en tant que passion, interprétant tantôt des titres classiques, tantôt un répertoire personnel où il conte la ville de La Goulette,, la douceur de son climat et de sa vie, son histoire et ses mœurs ; il connaît une certaine célébrité sous le diminutif d'Henri Tibi,,. Seul ou parfois accompagné d'autres artistes et d'un orchestre, il gagne la reconnaissance de la communauté juive et arabe, utilisant la langue française, arabe et judéo-tunisienne,,,.
Ses tubes d'alors s'intitulent Tunis ma verte patrie, L'ami Sarfati, Tunis, Tunis, Tunis, Le froid, l'amour, la neige ou Zaama ya Rabbi Haï Taïeb, sans compter les reprises d'Enrico Macias et d'Henri Salvador avec Vous les femmes ou Le travail c'est la santé.

### Carrière sportive
Il s'intéresse au tennis de table dès le développement de ce sport en Tunisie. Les épreuves se déroulent à la salle Zitouna sur l'avenue Gambetta ou à la salle de la Compagnie du gaz. Il commence à pratiquer ce sport au sein de l'Alliance sportive, avant de rejoindre d'autres clubs avec un riche palmarès :
- 1948 : Il se classe second au championnat de Tunisie de tennis de table derrière Joseph Amato.
- 1949 : Il est à nouveau finaliste du championnat face au même adversaire, après avoir rejoint la Jeunesse sportive goulettoise, à la suite de la dissolution de la section de l'Alliance sportive. Il représente la Tunisie aux championnats de France.
- 1950 : Champion de Tunisie à l'issue d'une victoire sur Guy Bellaiche, finaliste du championnat par équipe (Jeunesse sportive goulettoise - Club athlétique du gaz : 4 - 5), vainqueur de la coupe de Tunisie de tennis de table par équipes (en compagnie de Gilbert Medina et Armand Sitruck) à l'issue d'une victoire sur la seconde équipe de la Jeunesse sportive goulettoise, champion du double messieurs avec Gilbert Medina ; Tibi est admis à participer au championnat de France de tennis de table, en compagnie de Guy Bellaiche, Robert Soriano et Slaheddine Ladib.
- 1952 : Champion de Tunisie en battant Robert Soriano et vainqueur de la coupe de Tunisie par équipes avec sa nouvelle équipe, les Dauphins de Tunis.
- 1953 : Finaliste du championnat face à son coéquipier Claude Uzan, vainqueur du double messieurs avec Guy Bellaiche et vainqueur de la coupe de Tunisie par équipes avec les Dauphins de Tunis.
- 1954 : Vainqueur du double messieurs avec Claude Uzan, vainqueur du doublé coupe et championnat de Tunisie par équipes avec les Dauphins de Tunis et vainqueur de la coupe Noël organisée par le Sfax railway sport.
- 1956 : Deuxième du championnat de Tunisie derrière Claude Uzan et finaliste de la coupe par équipe avec sa nouvelle équipe, le Club athlétique du gaz.
- 1959 : Champion de Tunisie.
- 1960 : Champion de Tunisie en battant Paul Nataf.
- 1962 : Champion de Tunisie à l'issue de sa victoire sur Robert Ankry et vainqueur de la coupe fédérale, de la coupe Douieb et de la coupe Ruche.
- 1963 : Champion de Tunisie en battant Robert Ankry (3 - 0).
- 1964 : Champion de Tunisie en battant Robert Ankry (3 - 0).
- 1965 : Champion de Tunisie en battant Fethi Ben Ammar (3 - 1).

### Vie en France
Dans les années 1960, il décide toutefois de partir définitivement pour l'Hexagone et s'installe à Paris, où il donne des concerts connaissant une bonne affluence. Après des problèmes de voisinage à cause de ses animaux, il part pour la Franche-Comté et s'établit près de Besançon. Vivant dans le village périphérique d'Avilley, dans un modeste habitat entouré de trois chiens et neuf chats, il chante dans les rues du centre historique de Besançon, particulièrement dans la Grande rue, sous un porche où il a ses habitudes,,. Volontiers bohémien, Henri Tibi se déclare comme « non marginal, mais plutôt original ». Il subsiste grâce au minimum vieillesse et aux dons des passants, son caractère rustique et sympathique ainsi que son amour de la musique le faisant devenir une figure auprès de la population,. Son répertoire allie toujours les compositions personnelles et les classiques, allant de Georges Brassens à Léo Ferré,. En 2011, trois de ses amis mettent en ligne un site entièrement consacré à sa carrière, avec des paroles de ses chansons et ses photographies d'antan,. Un livre racontant son histoire a également été publié par l'un de ses fans, sous le titre Ya hasra, La Goulette,.
Il est hospitalisé le 11 avril 2013 à l'hôpital Jean-Minjoz de Besançon à la suite d'un accident de voiture, avant d'être admis à nouveau pour des complications à Baume-les-Dames,,. Il succombe probablement des conséquences directes de l'accident dans la nuit du 13 au 14 mai 2013 à l'âge de 83 ans,,. Henri Tibi est inhumé dans le cimetière de Pantin près de Paris.

## Hommages
L'annonce de sa disparition provoque une vague d'émotion au sein des Bisontins comme parmi ses fans, les hommages se multipliant et l'idée d'une rue à son nom étant évoquée.
4 000 photos prises durant sa jeunesse sont récupérées par ses amis parisiens et exposées à la fondation de la Maison de la Tunisie à Paris en 2016.
En 2022, Je reviendrai là-bas, un documentaire réalisé par Yassine Redissi et qui lui est consacré, est diffusé lors du Festival international du film du Caire. Il relate l'histoire de deux jeunes qui partent sur les traces de Tibi dont ils essaient de réhabiliter la discographie oubliée. Après la sortie du documentaire, l'un de ses deux protagonistes, l'auteur-compositeur-interprète Slim Ben Ammar, sort Grappe de jujubes, un album de dix reprises.